# デプン寺

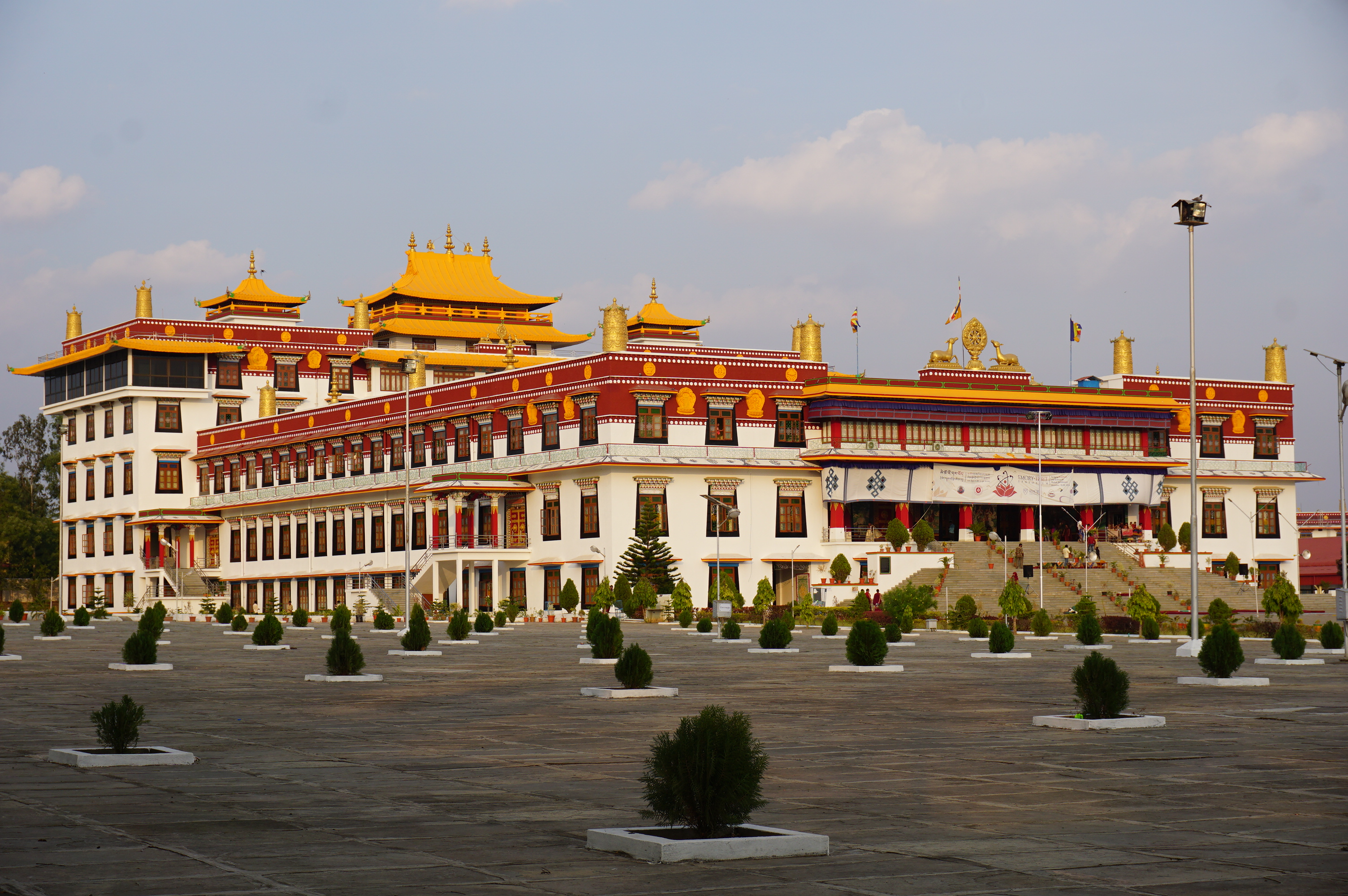
南インドのデプン寺ロセリン学堂

デプン寺（チベット語：འབྲས་སྤུངས་དགོན་པ 'bras-spungs dgon-pa）は、ガンデン寺とセラ寺と共にチベット仏教ゲルク派の3大寺院の1つ。正式名称は、チューデナムキツォボ・ペルデンデプン・チョータムチェレーナムパルギャルワ（chos sde rnams kyi gtso bo dpal ldan 'bras spungs phyogs thams cad las rnam par rgyal ba）。漢字表記は「哲蚌寺」。
チベットの寺で最大で、最盛期には世界中のどの宗教の寺院・僧院よりも大きかった。1416年にゲルク派の開祖ツォンカパの直弟子ジャムヤンチュージェ・タシーパルデンの弟子ケンチェン・レクデンパの発願で開基された。ラサの西郊5kmのガンポ・ウツェ山の下に位置する。
この寺の「兜卒殿（ガンデンポタン）」は、スーナム・ギャツォが1578年にダライラマの称号をモンゴルの首長アルタン・ハーンより受けてから、17世紀にチベットの元首となったダライ・ラマ5世がポタラ宮へ居を移すまで、歴代のダライラマの拠点であり、1642年に発足したダライラマ政権のチベット政府の固有名詞「諸方に勝利せるガンデンポタン」は、この殿舎に由来する。
化身ラマの名跡「ダライラマ」は、五世の時、1642年を境に、「他の名跡と交代で本寺やセラ寺の座主に就くゲルク派の有力名跡のひとつ」から「宗派を超えたチベット仏教最高の宗教的権威」へと位置づけをかえたが、その後も歴代ダライラマはデプン寺で修行を積んだ。
1959年のチベット侵攻以前にはこの寺には15000人もの修行僧があった。
中国の侵攻や文化大革命の中で伽藍は破壊され、僧侶たちも数多く殺害、拘束、追放された。
寺院組織と僧のほとんどは亡命し、南インドカルナータカ州のムンゴッド(Mundgod)のチベット人居留地に本殿・僧坊を再建、5,000人を越える修行僧を擁して活動している。
1980年代以降、チベットに残留した人々によって堂于の一部が修復され、細々と宗教活動を再開しているが、中国政府の弾圧により、現在チベットに住むこの寺の僧は数百人に満たない。そのためほとんど巡礼地や観光地としての役割しか果たしておらず、かつての様な修行の場は取り戻せていない。

## 歴代座主
開　山：タシペルデン

第2代：ペルデンセンゲ

第3代：リンチェンチャンチュプ

第4代：ロサンニマ

第5代：ロサンター

第6代：シャーキャリンチェン

第7代：モンラムペル

第8代：レーパチュージョル

第9代：ケーツン・ユンテンギャムツォ

第10代：ゲンドゥンギャムツォ(ダライラマ・2世)

第11代：パンチェン・ソナムタクパ

第12代：ソナムギャムツォ(ダライ・ラマ3世)

第13代：ユンテンギャムツォ(ダライ・ラマ4世)

第14代：ロサンチューキゲンツェン(パンチェンラマ2世)

第15代：ロサンギャムツォ(ダライ・ラマ5世)

　以後、座主は化身ラマの名跡「ダライラマ」の指定席となる。

第16代：ツァンヤンギャムツォ(ダライ・ラマ6世として即位、1705年チンギス=ハン(ラサン)により廃位された)

第17代：イェシェギャムツォ(チンギス=ハンによりダライラマ6世として即位、1717年に廃位される)

第18代：ケサンギャムツォ(ダライ・ラマ7世)

デプン寺
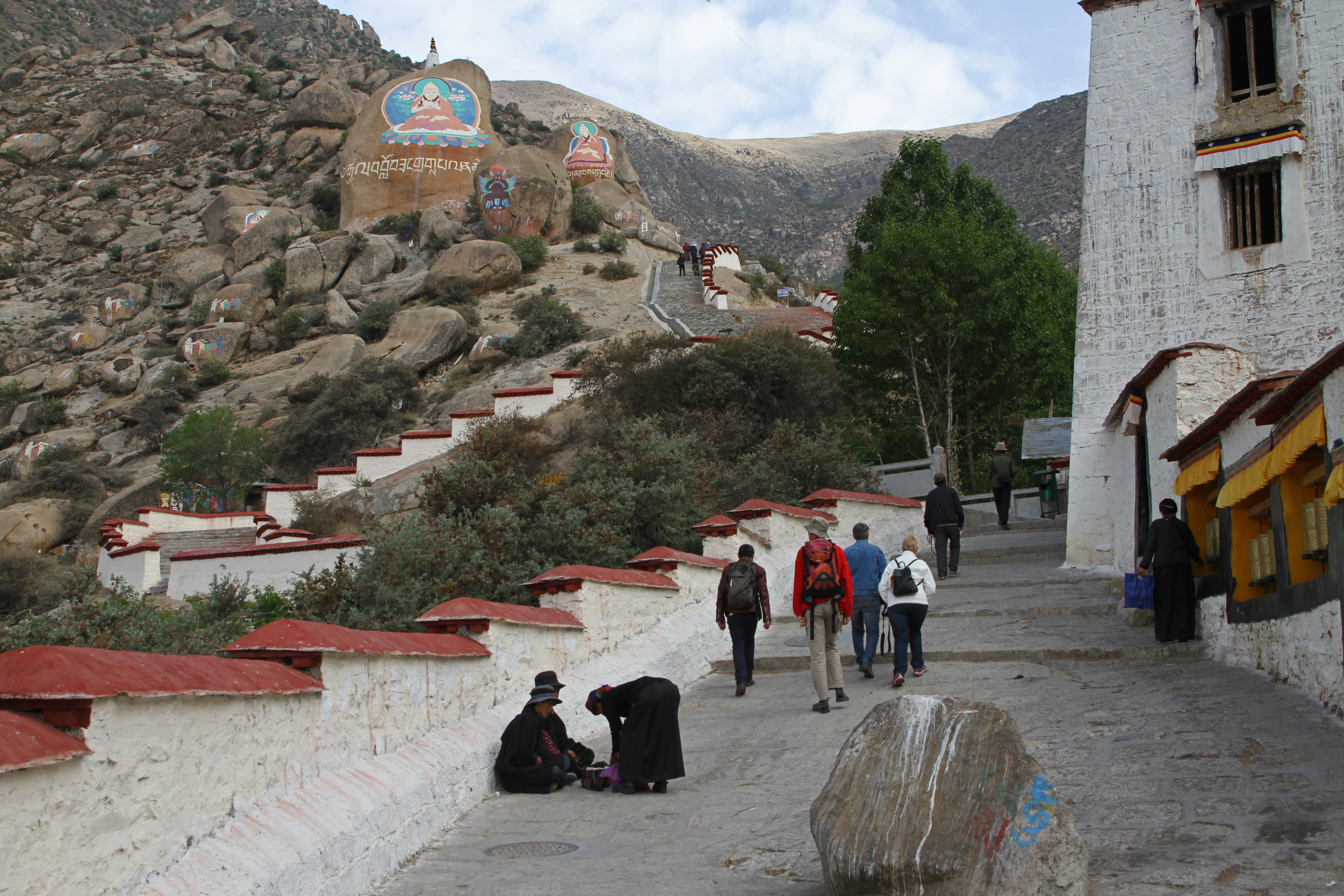
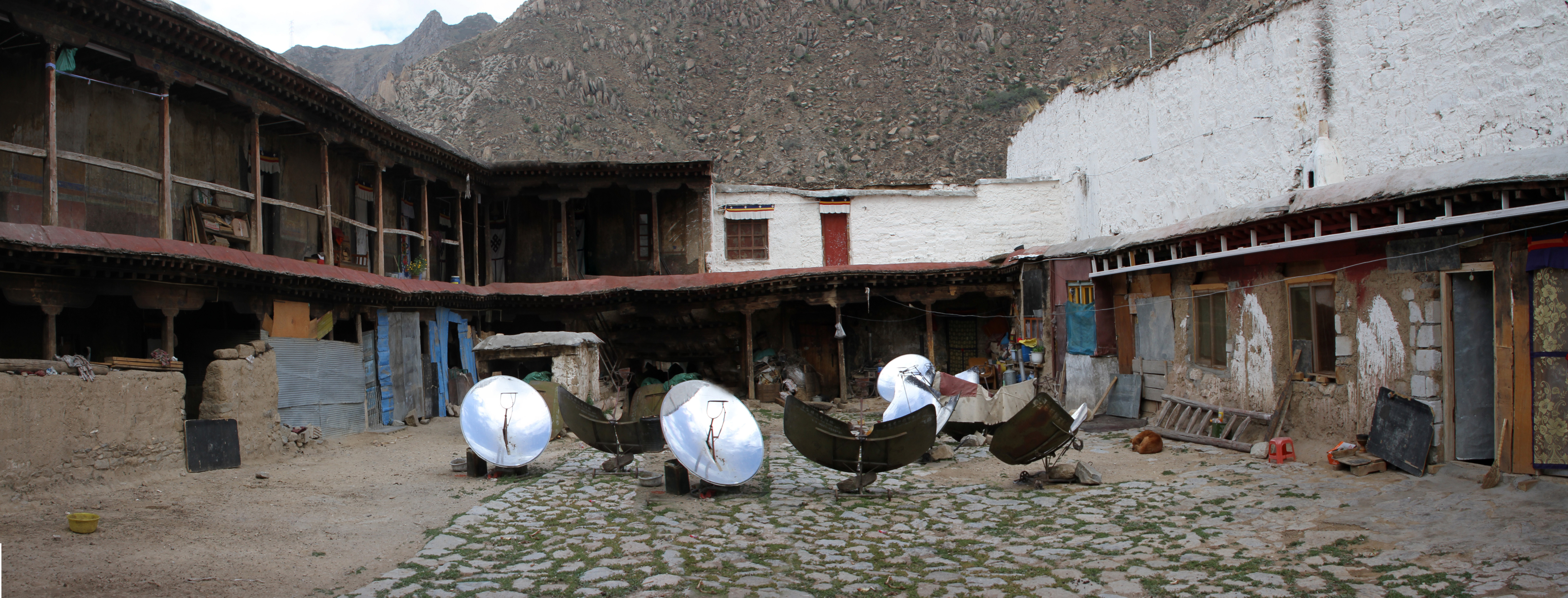
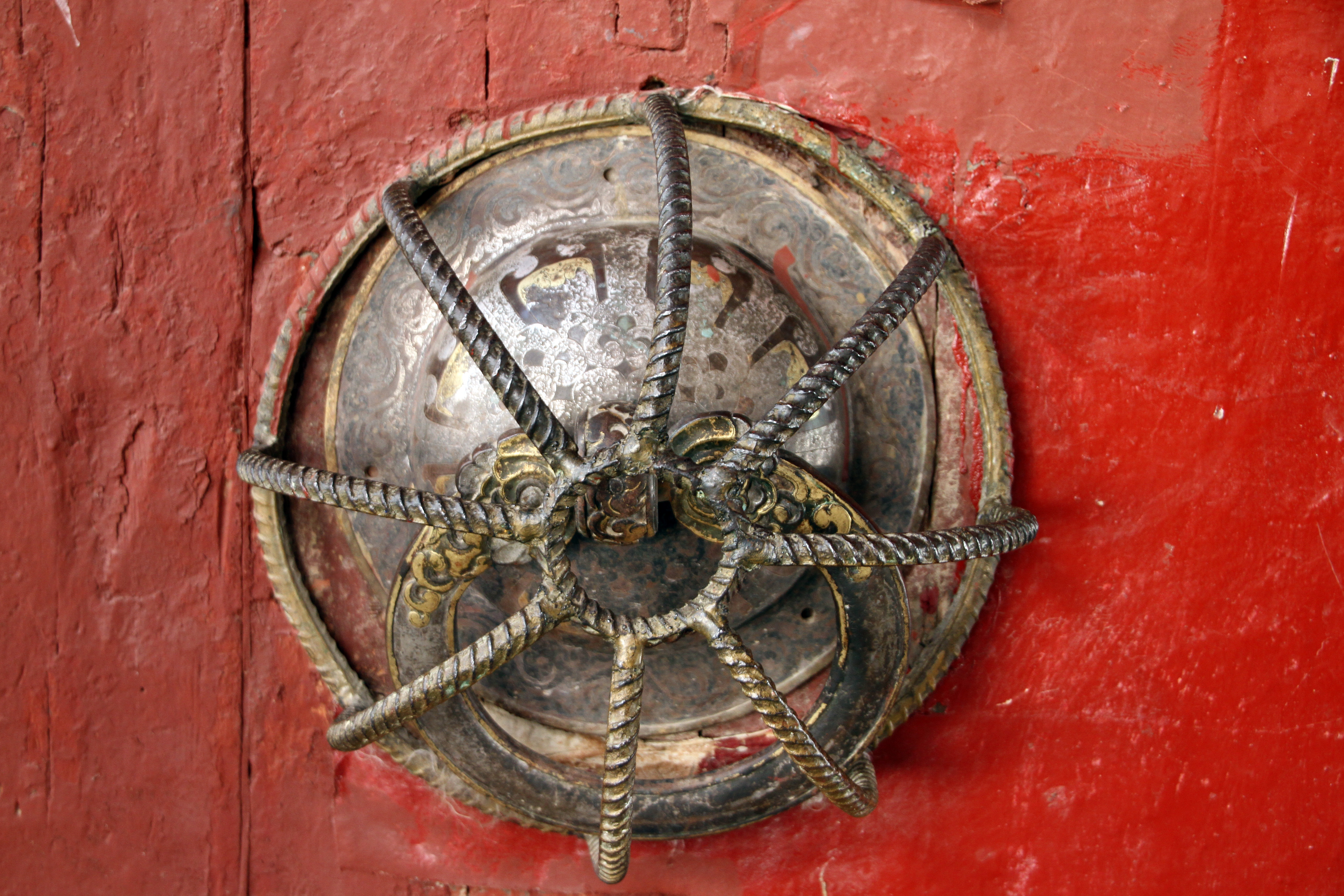
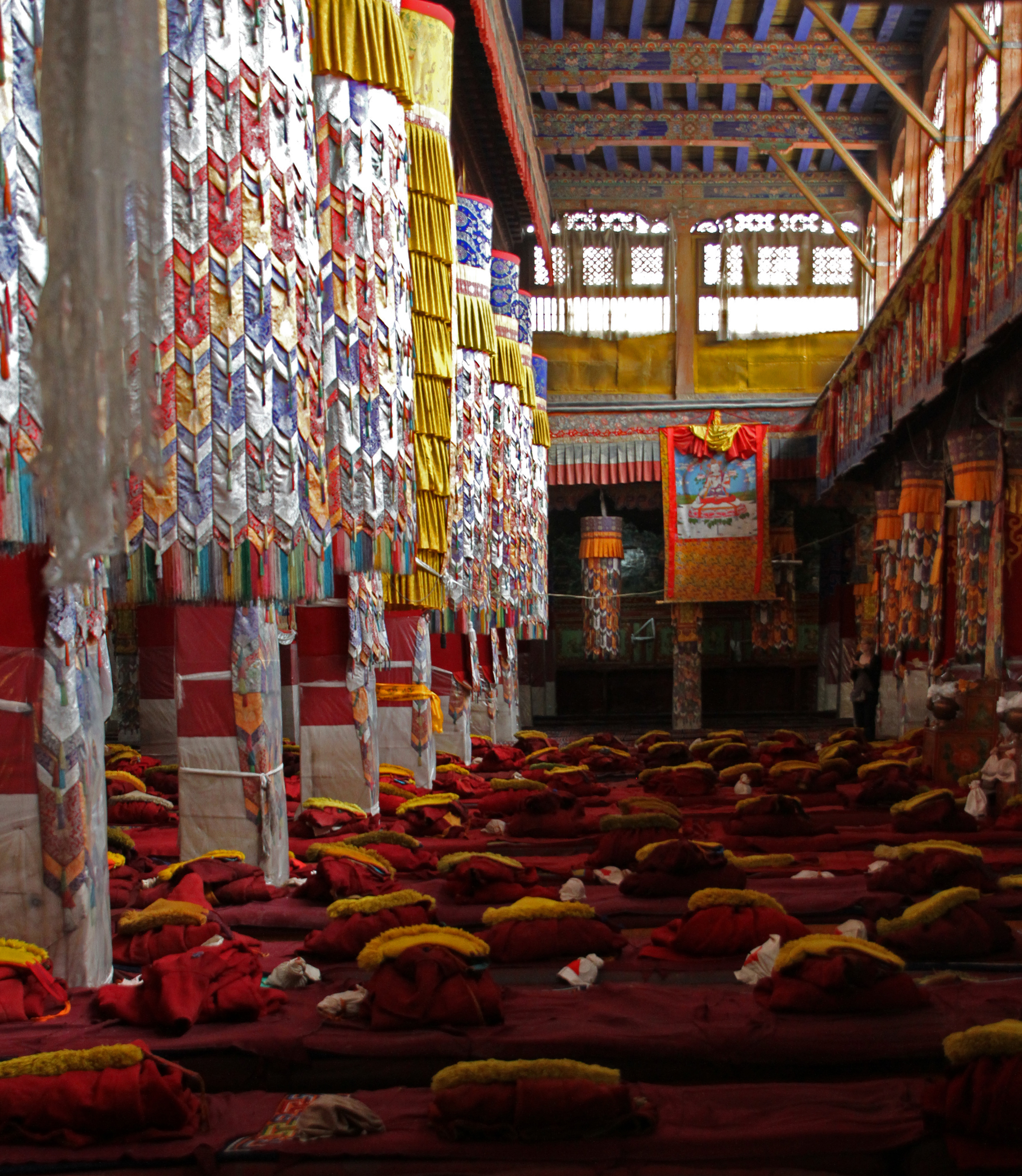
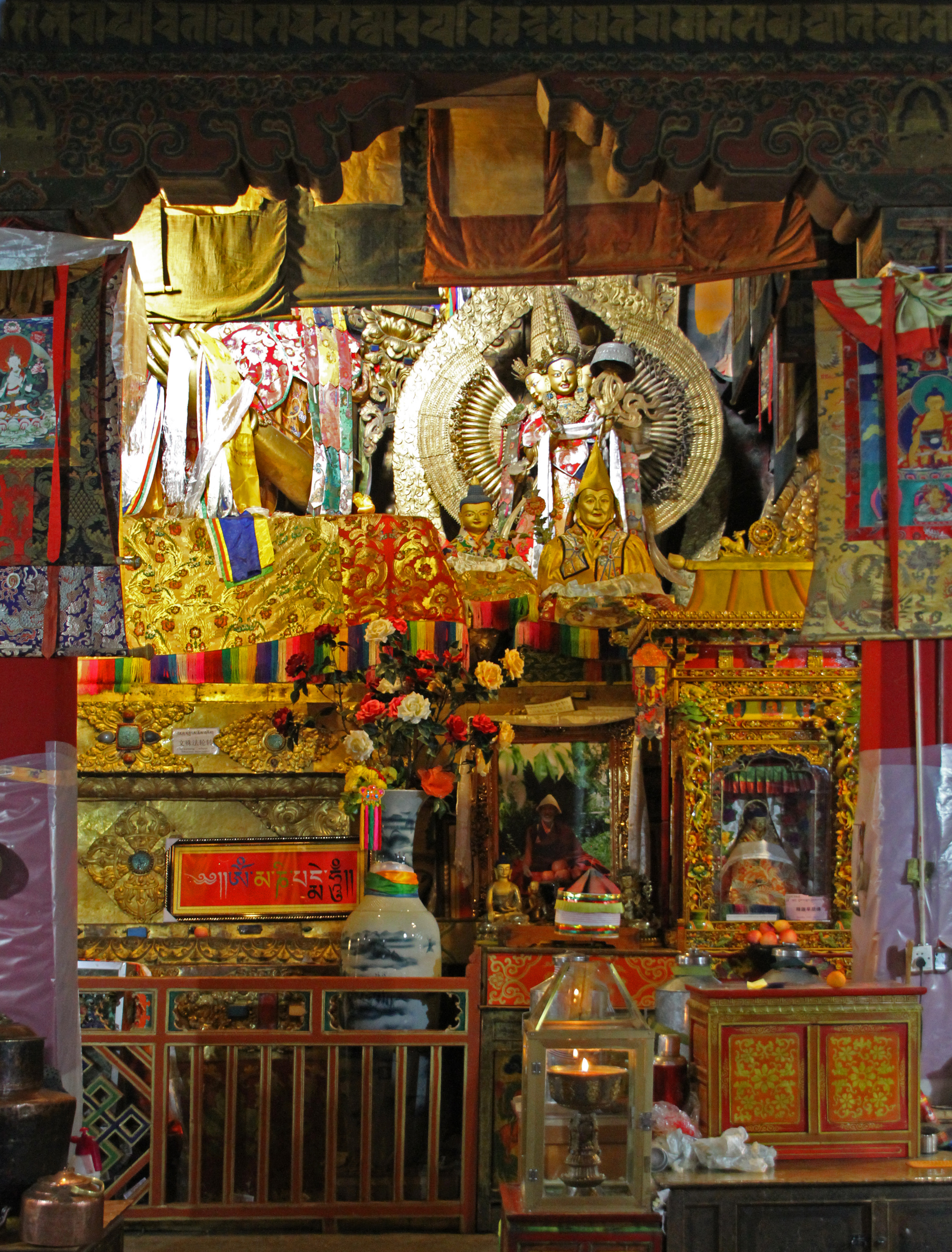
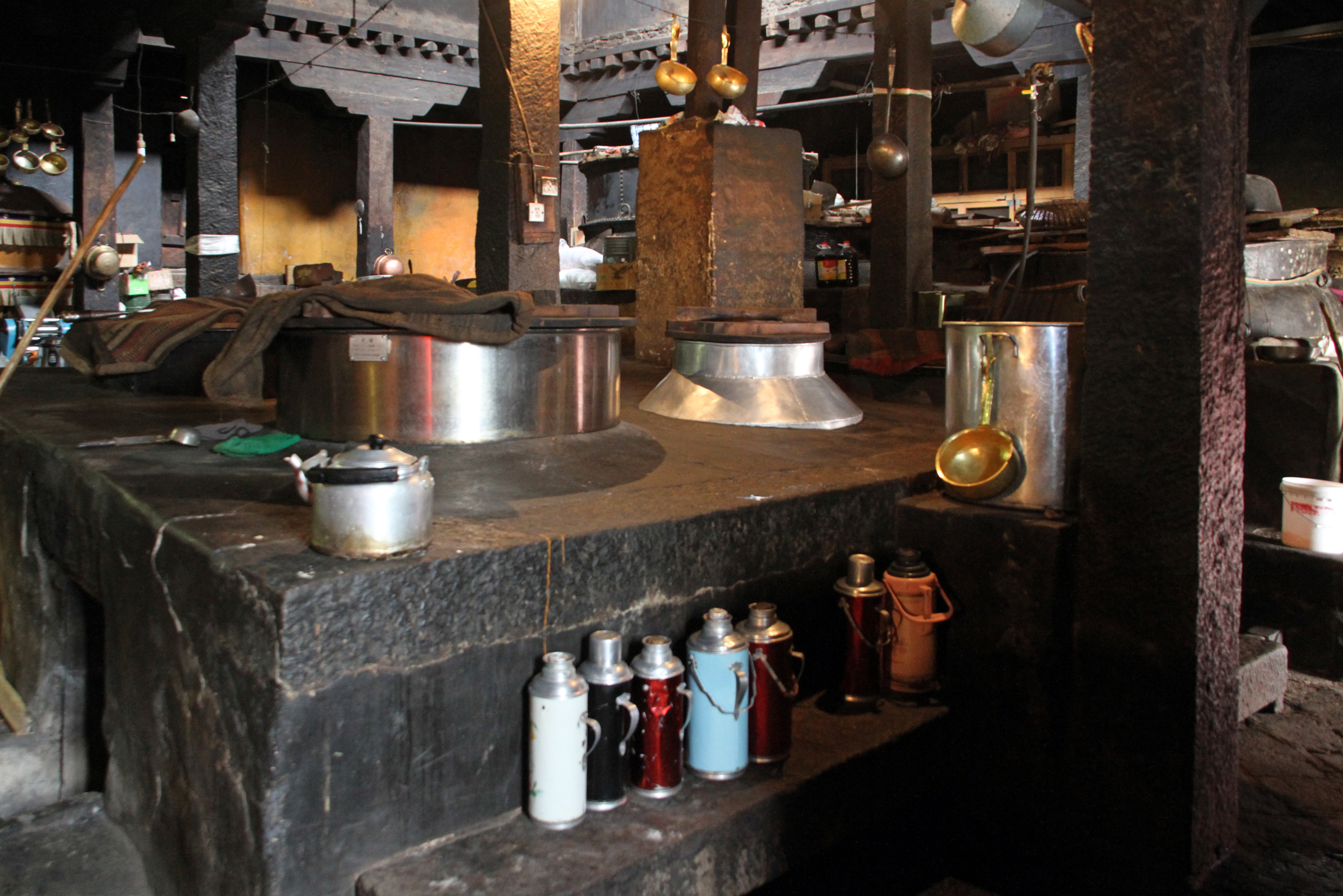

## 註
1. ↑  開山より第18代までは文献①pp,582-592による